# 太田郷町
太田郷町（おおたごうまち）は、熊本県の南部、八代郡にかつてあった町。

## 歴史
- 1875年12月10日 - 中片野川村、下片野川村、長田村が合併し片長村が成立。北片野川村、上片野川村が合併し片野川村が成立。下井上村が井上村に合併。上日置村、福正原村が日置村に合併。
- 1889年4月1日 - 町村制が施行し、片野川村、片長村、日置村、萩原村、横手村、松江村、井上村が合併し太田郷村が成立。
- 1936年4月1日 - 町制施行し、太田郷町が発足。
- 1940年9月1日 - 八代町、植柳村、松高村と合併して八代市となる。

## 学校
- 太田郷町立太田郷尋常小学校（現在の八代市立太田郷小学校）